# Hannes Þór Halldórsson
Hannes Þór Halldórsson, (ur. 27 kwietnia 1984 w Reykjavíku) – islandzki piłkarz, grający na pozycji bramkarza. Wychowanek klubu Íþróttafélagið Leiknir, od 2019 zawodnik drużyny Knattspyrnufélagið Valur. 
Wyreżyserował i napisał scenariusz do sensacyjnej komedii Cop Secret (2021), nominowanej do Europejskiej Nagrody Filmowej dla najlepszej komedii roku.

## Kariera klubowa
Halldórsson dotychczas występował głównie w islandzkich klubach − Íþróttafélagið Leiknir, UMF Afturelding, Stjarnan, Fram i Reykjavíkur. Pierwszym epizodem zagranicznym był pobyt w norweskim SK Brann w pierwszej połowie 2012 roku. Następnie grał w Sandnes Ulf, NEC Nijmegen, Bodø/Glimt, a w 2016 został zawodnikiem duńskiego Randers FC.
W latach 2018–2019 występował w Qarabağ Ağdam.
9 kwietnia 2019 podpisał kontrakt z Knattspyrnufélagið Valur, umowa do 16 października 2022.

## Kariera reprezentacyjna
W reprezentacji Islandii zadebiutował 6 września 2011 w meczu eliminacji mistrzostw Europy z Cyprem. Na boisku spędził pełne 90 minut. Podczas finału Euro 2016 we Francji zagrał w 5 meczach reprezentacji Islandii, a łącznie do lipca 2016 – w 38 meczach.

## Sukcesy
- Mistrzostwo Islandii: 2011
- Puchar Islandii: 2011, 2012
- Puchar Ligi Islandzkiej: 2012
- Superpuchar Islandii: 2012